# Regina Danubia
Die Regina Danubia ist ein Fahrgastschiff auf der Donau und wird als Tagesausflugsschiff für Ausflugs- und Themenfahrten eingesetzt. Das Schiff wird von der Donauschifffahrt Wurm & Noé betrieben und von der Reederei als ihr „Galaschiff“ betitelt.

## Geschichte
Das Schiff wurde im Jahr 1992 in der Lux-Werft in Mondorf bei Bonn am Rhein in Nordrhein-Westfalen gebaut. Bei seiner Überstellungsfahrt nach Passau eröffnete es den Rhein-Main-Donau-Kanal. Bei dieser Gelegenheit befand sich der damalige Bundespräsident Richard von Weizsäcker an Bord. Am 12. Oktober 1992 wurde es in Passau feierlich getauft.
2016 war die Regina Danubia ein Austragungsort des EU-Sondergipfels in Bratislava. 26 Staats- und Regierungschefs von Mitgliedsländern der EU, darunter die damalige Bundeskanzlerin Angela Merkel, aßen während einer Rundfahrt an Bord des Schiffes zu Mittag.

## Das Schiff
Das Schiff hat eine Gesamtlänge von 70 Metern und eine Breite von 11,24 Metern. Die Fixpunkthöhe des Schiffes beträgt etwa 7 Meter. Es verfügt über 314 Innenplätze, wovon sich 192 auf dem Eingangsdeck und 122 auf der Galerie befinden, und 100 Außenplätze auf dem Sonnendeck. An Bord befinden sich außerdem eine Bar und ein Bordshop.

## Bilder

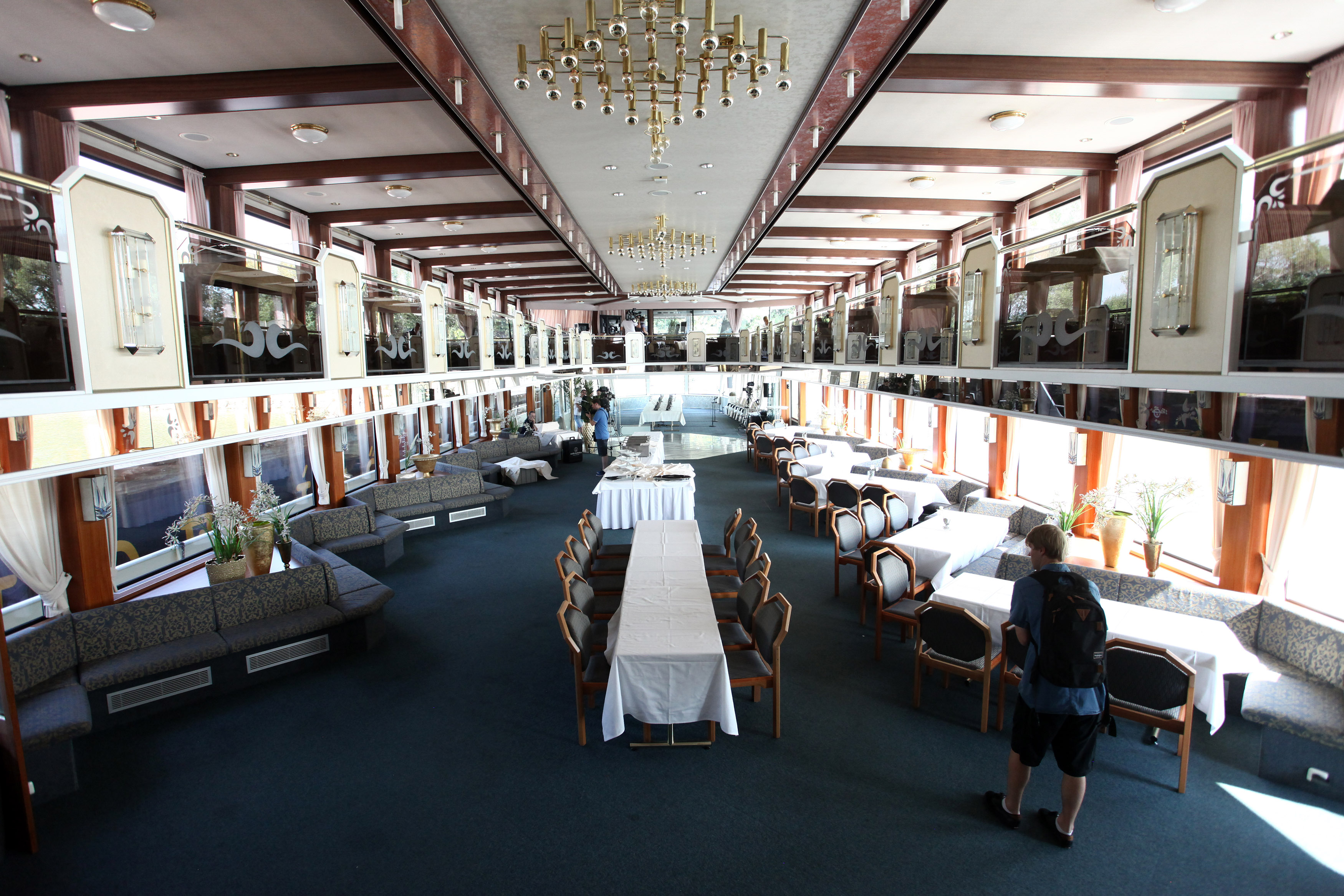
Der Innenraum des Schiffes 2016
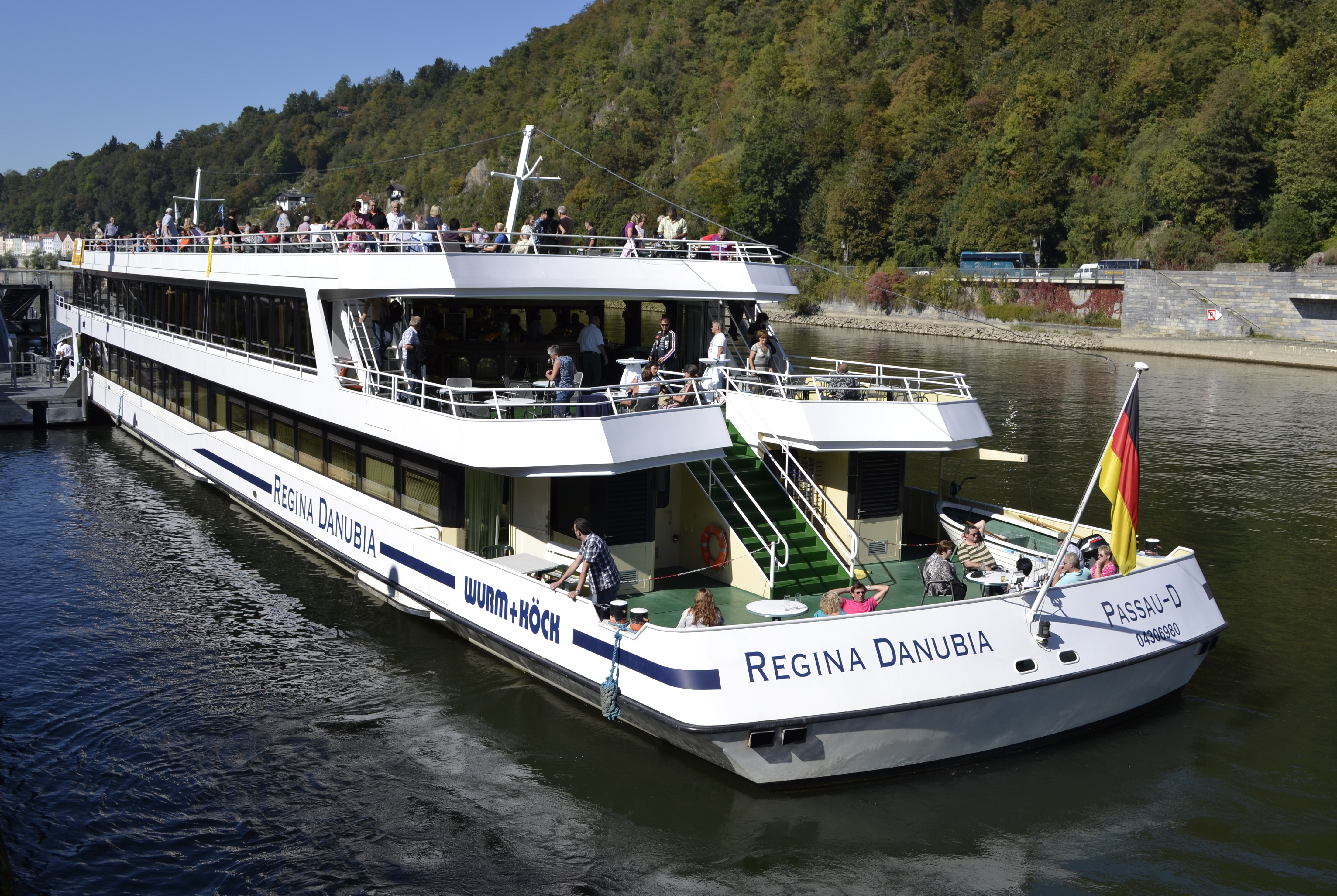
Heckansicht, 2011